# Orthetrum saegeri
Orthetrum saegeri – gatunek ważki z rodziny ważkowatych (Libellulidae).